# 巨人室

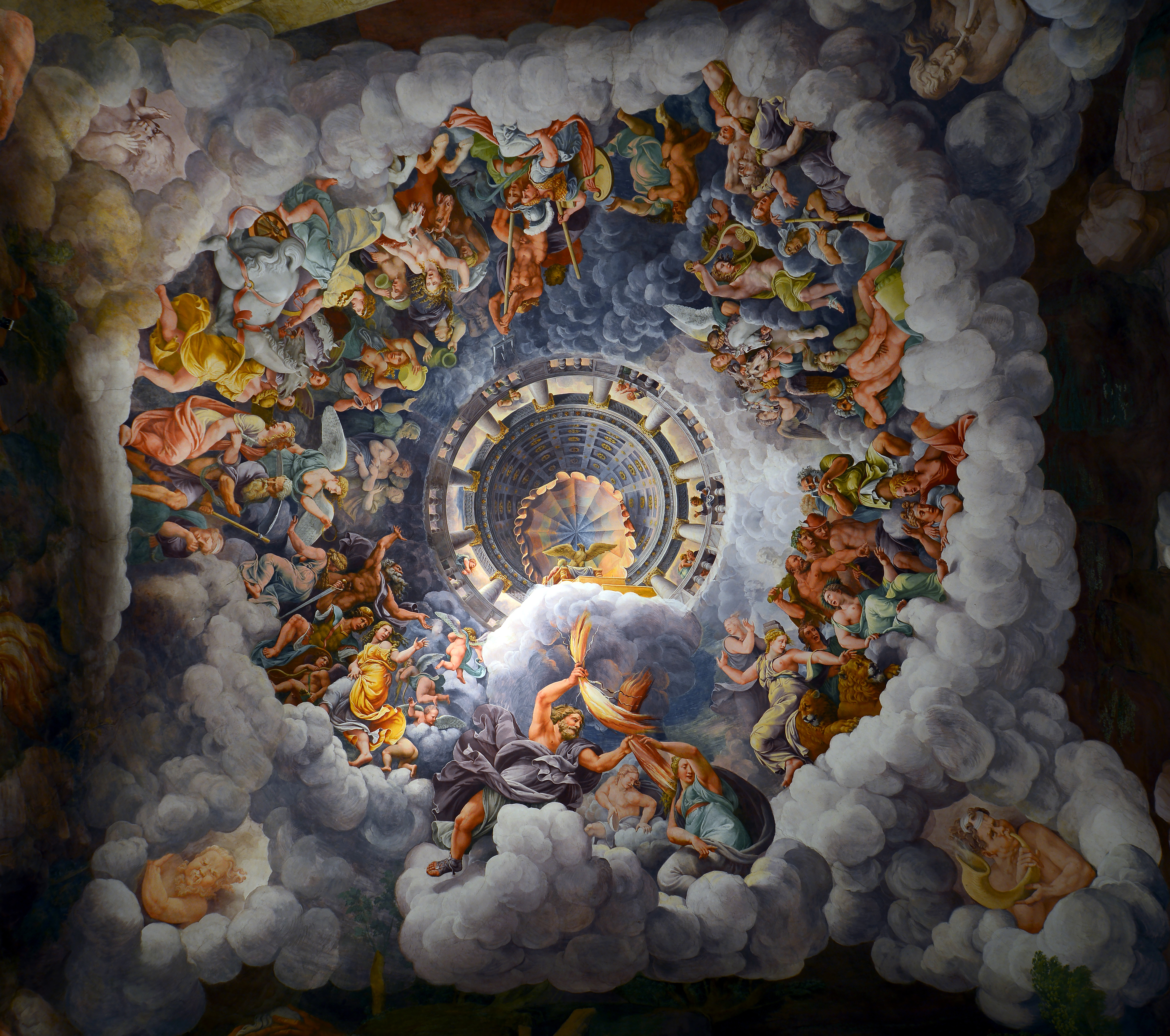
天花板

巨人室（Sala dei Giganti）是曼托瓦得特宫最著名的壁画室之一，由朱利奥·罗马诺绘制于1531-1536年。
这是建筑的主厅，正方形平面，圆顶天花板描绘朱庇特用闪电击败试图爬上奥林波斯山的癸干忒斯（巨人）。该房间最重要的特点是，这幅画完全不间断地覆盖了所有可用的表面：一幅壁画将观众置于画中所述事件的中心，仿佛他是巨人队的一员，是朱庇特之怒的受害者。